# سكوت لوغان (لاعب دوري الرغبي)
سكوت لوغان (بالإنجليزية: Scott Logan)‏ هو لاعب دوري الرغبي أسترالي، ولد في 22 يونيو 1976 في ولونغونغ في أستراليا.